# Andrej Kuzmenko
Andrej Aleksandrovitj Kuzmenko, ryska: Андрей Александрович Кузменко, född 4 februari 1996, är en rysk professionell ishockeyforward som spelar för Calgary Flames i NHL.
Han har tidigare spelat för Vancouver Canucks i NHL, för HK CSKA Moskva och SKA Sankt Petersburg i Kontinental Hockey League (KHL); Zvezda Moskva i Vyssjaja chokkejnaja liga (VHL) samt Krasnaja Armija Moskva i Molodjozjnaja chokkejnaja liga (MHL).
Kuzmenko blev aldrig NHL-draftad.

## Statistik
| 2012–2013  | Krasnaja Armija Moskva | MHL        | 49  | 5  | 7   | 12  | 8  | —  | —  | —  | —  | —  |
| 2013–2014  | Krasnaja Armija Moskva | MHL        | 36  | 13 | 18  | 31  | 2  | 18 | 3  | 3  | 6  | 0  |
| 2014–2015  | HK CSKA Moskva         | KHL        | 12  | 1  | 2   | 3   | 0  | 1  | 0  | 0  | 0  | 0  |
|            | Krasnaja Armija Moskva | MHL        | 37  | 20 | 21  | 41  | 20 | 13 | 4  | 10 | 14 | 0  |
| 2015–2016  | HK CSKA Moskva         | KHL        | 15  | 1  | 2   | 3   | 0  | —  | —  | —  | —  | —  |
|            | Zvezda Moskva          | VHL        | 17  | 2  | 4   | 6   | 2  | —  | —  | —  | —  | —  |
|            | Krasnaja Armija Moskva | MHL        | 5   | 1  | 3   | 4   | 0  | 7  | 8  | 1  | 9  | 2  |
| 2016–2017  | HK CSKA Moskva         | KHL        | 34  | 6  | 9   | 15  | 6  | 1  | 0  | 0  | 0  | 2  |
|            | Zvezda Moskva          | VHL        | 23  | 11 | 17  | 28  | 4  | 5  | 1  | 3  | 4  | 0  |
|            | Krasnaja Armija Moskva | MHL        | 3   | 3  | 0   | 3   | 0  | 13 | 11 | 13 | 24 | 6  |
| 2017–2018  | HK CSKA Moskva         | KHL        | 45  | 13 | 12  | 25  | 12 | 15 | 4  | 1  | 5  | 6  |
|            | Zvezda Moskva          | VHL        | 7   | 5  | 5   | 10  | 2  | —  | —  | —  | —  | —  |
| 2018–2019  | SKA Sankt Petersburg   | KHL        | 58  | 12 | 19  | 31  | 20 | 9  | 0  | 0  | 0  | 4  |
| 2019–2020  | SKA Sankt Petersburg   | KHL        | 49  | 14 | 19  | 33  | 6  | 4  | 3  | 1  | 4  | 0  |
| 2020–2021  | SKA Sankt Petersburg   | KHL        | 57  | 18 | 19  | 37  | 14 | 15 | 4  | 2  | 6  | 4  |
| 2021–2022  | SKA Sankt Petersburg   | KHL        | 45  | 20 | 33  | 53  | 10 | 16 | 7  | 7  | 14 | 12 |
| 2021–2022  | Vancouver Canucks      | NHL        | 1   | 1  | 0   | 1   | 0  | —  | —  | —  | —  | —  |
| NHL totalt | NHL totalt             | NHL totalt | 1   | 1  | 0   | 1   | 0  | —  | —  | —  | —  | —  |
| KHL totalt | KHL totalt             | KHL totalt | 315 | 85 | 115 | 200 | 68 | 61 | 18 | 11 | 29 | 28 |
| VHL totalt | VHL totalt             | VHL totalt | 47  | 18 | 26  | 44  | 8  | 5  | 1  | 3  | 4  | 0  |
| MHL totalt | MHL totalt             | MHL totalt | 130 | 42 | 49  | 91  | 30 | 51 | 26 | 27 | 53 | 8  |

### Internationellt
| Källa: Uppdaterad: 2022-10-13 | Källa: Uppdaterad: 2022-10-13 | Källa: Uppdaterad: 2022-10-13 |         | Utv = Utvisningsminuter | Utv = Utvisningsminuter | Utv = Utvisningsminuter | Utv = Utvisningsminuter | Utv = Utvisningsminuter |
| År                            | Lag                           | Mästerskap                    | Matcher | Mål                     | Assists                 | Poäng                   | Utv                     |                         |
| ----------------------------- | ----------------------------- | ----------------------------- | ------- | ----------------------- | ----------------------- | ----------------------- | ----------------------- | ----------------------- |
| 2016                          | Ryssland                      | JVM                           | 7       | 0                       | 0                       | 0                       | 2                       |                         |
| 2021                          | Ryssland                      | VM                            | 2       | 1                       | 1                       | 2                       | 0                       |                         |
| Junior totalt                 | Junior totalt                 | Junior totalt                 | 7       | 0                       | 0                       | 0                       | 2                       |                         |
| Junior totalt                 | Junior totalt                 | Junior totalt                 | 2       | 1                       | 1                       | 2                       | 0                       |                         |